# Адміра (Відень)
ФК «Адміра» Ві́день (нім. 1. Groß-Floridsdorfer FK Admira) — австрійський футбольний клуб, заснований 17 червня 1905 року. Неодноразово змінював назву (нім. SK Admira Wien, ESV Admira Wien, ESV Admira-NÖ Energie Wien). У 1971 році «Адміра» об'єдналася з «Ваккером» в клуб «Адміра-Ваккер». Команда переїхала до Нижньої Австрії.

## Досягнення
- Фіналіст кубка Мітропи: 1934
- Чемпіон Австрії (8): 1927, 1928, 1932, 1934, 1936, 1937, 1939, 1966
- Віце-чемпіон Австрії (5): 1929, 1930, 1931, 1935, 1963
- Третій призер чемпіонату Австрії (5): 1923, 1933, 1949, 1962, 1965
- Володар кубка Австрії (5): 1928, 1932, 1934, 1964, 1966

## Статистика

### Статистика в чемпіонаті
| Сезони | Матчі | Перемоги | Нічиї | Поразки | Різниця м'ячів | Очки |
| ------ | ----- | -------- | ----- | ------- | -------------- | ---- |
| 49     | 1134  | 521      | 226   | 387     | 2588 — 2092    | 1268 |

### Статистика в Кубку Мітропи
| Сезони | Матчі | Перемоги | Нічиї | Поразки | Різниця м'ячів |
| ------ | ----- | -------- | ----- | ------- | -------------- |
| 7      | 25    | 10       | 6     | 9       | 49 — 53        |

| Сезони | Матчі | Перемоги | Нічиї | Поразки | Різниця м'ячів |
| ------ | ----- | -------- | ----- | ------- | -------------- |
| 4      | 12    | 4        | 3     | 5       | 17 — 24        |

Футболісти, що зіграли найбільше матчів у Кубку Мітропи в 1927—1940 роках.
| №     | Ім'я               | Позиція     | Роки виступів | В складі «Адміри» |   |
| Матчі | Голи               |             |               |                   |   |
| ----- | ------------------ | ----------- | ------------- | ----------------- | - |
| 1     | Карл Штойбер       | Нападник    | 1927—1937     | 23                | 7 |
| 2     | Вільгельм Ганеманн | Нападник    | 1932—1937     | 19                | 6 |
| 3     | Адольф Фогль       | Нападник    | 1932—1937     | 19                | 7 |
| 4     | Антон Янда         | Захисник    | 1927—1936     | 19                | 0 |
| 5     | Петер Пляцер       | Воротар     | 1934—1937     | 17                | 0 |
| 6     | Йоганн Урбанек     | Нападник    | 1932—1937     | 17                | 0 |
| 7     | Роберт Павлічек    | Захисник    | 1932—1936     | 14                | 1 |
| 8     | Карл Гуменбергер   | Півзахисник | 1934—1936     | 13                | 3 |
| 9     | Ігнац Зігль        | Воротар     | 1927—1934     | 13                | 3 |
| 10    | Антон Шалль        | Нападник    | 1927—1937     | 13                | 6 |

Найбільше голів
| №    | Ім'я               | Позиція  | Роки виступів | В складі «Вієнни» |    |
| Голи | Матчі              |          |               |                   |    |
| ---- | ------------------ | -------- | ------------- | ----------------- | -- |
| 1    | Карл Штойбер       | Нападник | 1927—1937     | 7                 | 23 |
| -    | Адольф Фогль       | Нападник | 1932—1937     | 7                 | 19 |
| 3    | Вільгельм Ганеманн | Нападник | 1932—1937     | 6                 | 19 |
| -    | Антон Шалль        | Нападник | 1928—1937     | 6                 | 13 |
| 5    | Карл Дурспект      | Нападник | 1934—1935     | 4                 | 9  |
| -    | Франц Рунге        | Нападник | 1927-1928     | 4                 | 6  |
| -    | Леопольд Фогль     | Нападник | 1932—1937     | 4                 | 12 |

## Найкращі бомбардири чемпіонату Австрії

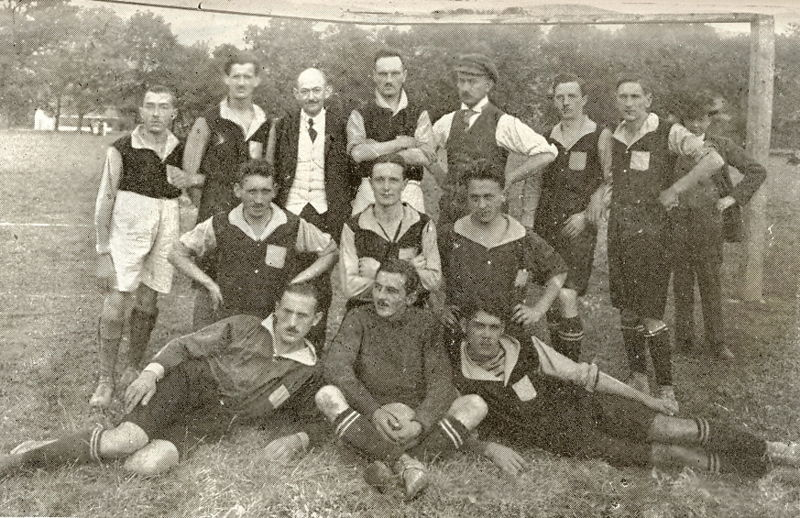
«Адміра» у рік створення клубу. 1905

- 5 —  Антон Шалль: 1927 (27), 1928 (36), 1929 (21), 1931 (25), 1932 (22)
- 1 —  Вільгельм Ганеманн: 1936 (23)
- 1 —  Еріх Хабітцль: 1949 (23)
- 1 —  Вільгельм Крейц: 1971 (26)

## Відомі гравці
- Ігнац Зігль (нім. Ignaz Siegl, 1922—1933) — правий крайній нападник, за збірну Австрії 24 матчів (5 голів).
- Фрідріх Францль (нім. Friedrich Franzl, 1923—1931) — воротар, за збірну Австрії 15 матчів.
- Антон Янда (1924—1935) — за збірну 10 матчів.
- Антон Шалль (1925—1941) — гравець основи «вундертиму», найкращий бомбардир в історії клубу.
- Карл Штойбер (нім. Karl Stoiber, 1925—1941, 1946) — форвард, семиразовий чемпіон Австрії складі клубу, за збірну Австрії 6 матчів (2 голи).
- Адольф Фогль (нім. Adolf Vogl, 1927—1937) — форвард, за збірну Австрії 20 матчів (6 голів).
- Вільгельм Ганеманн (1931—1942) — за збірну Австрії 14 матчів (2 голи), за збірну Німеччини — 23 (16).
- Ганс Урбанек (1931—1947) — півзахисник, за збірну Австрії 16 матчів.
- Йозеф Біцан (1935—1937) — найрезультативніший форвард світового футболу. За рейтингом IFFHS займає 34-е місце у світовому футболі, 28-е — у Європі.
- Петер Пляцер (нім. Peter Platzer, 1934—1940) — воротар, основний воротар збірної на ЧМ-1934, за збірну Австрії 31 матч (24 як гравець «Адміри»), за збірну Німеччини — 2.
- Еріх Габітцль (нім. Erich Habitzl, 1940—1954) — форвард.
- Теодор Вагнер (1946—1959) — за збірну Австрії 46 матчів (22 голи)
- Фріц Цейка (1947—1959) — 245 забитих м'ячів в чемпіонаті Австрії.
- Карл Скерлан (нім. Karl Skerlan, 1961—1967) — нападник, за збірну Австрії 14 матчів (2 голи).
- Пауль Козліцек (нім. Paul Kozlicek, 1965—1971) — нападник, за збірну Австрії 15 матчів (1 гол).
- Вільгельм Крейц (1966—1971) — найкращий футболіст Австрії 1970.